# Magnitella
Magnitella es un género de foraminífero bentónico de estatus incierto, aunque considerado perteneciente a la familia Earlandiidae, de la superfamilia Earlandioidea, del suborden Fusulinina y del orden Fusulinida. Su especie tipo es Magnitella porosa. Su rango cronoestratigráfico abarca el Viseense superior (Carbonífero inferior).

## Discusión
Algunas clasificaciones más recientes incluirían Magnitella en el suborden Earlandiina, del orden Earlandiida, de la subclase Afusulinana y de la clase Fusulinata.

## Clasificación
Magnitella incluye a las siguientes especies:
- Magnitella agapovensis
- Magnitella porosa